# Lepidotrigla russelli
Lepidotrigla russelli is een straalvinnige vissensoort uit de familie van ponen (Triglidae). De wetenschappelijke naam van de soort is voor het eerst geldig gepubliceerd in 1995 door del Cerro & Lloris.